# گوش موش سایه‌پسند
گوش موش سایه‌پسند (نام علمی: Parietaria alsinifolia) نام یک گونه از تیره گزنه‌ایان است.